# کوئویکا
کوئویکا (روسی: Куойка) یک رودخانه در استان یاقوتستان کشور روسیه است.